# Culture maltaise

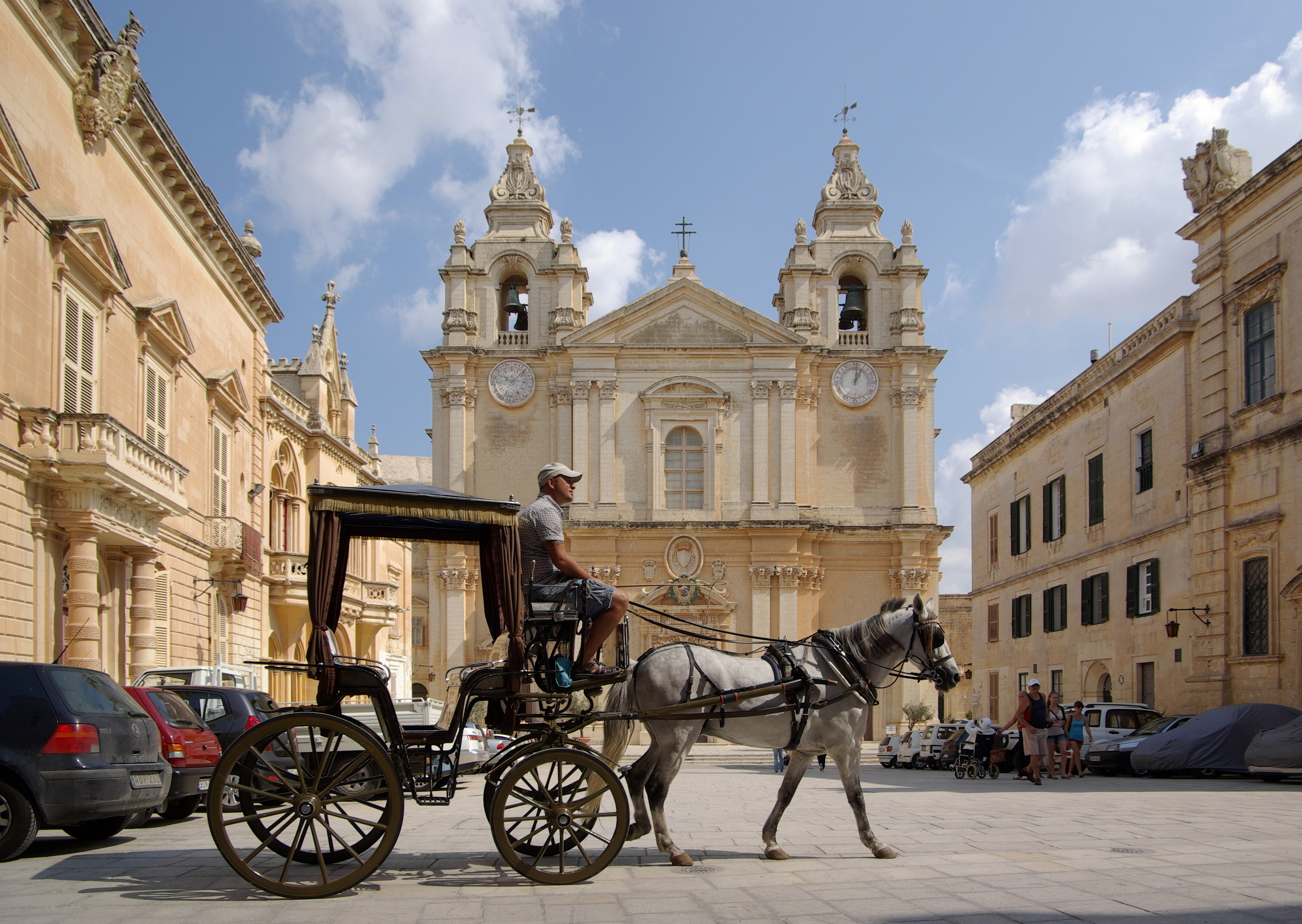
Cathédrale Saint-Pierre-et-Saint-Paul de Mdina

La culture de Malte, pays insulaire de l'Europe du Sud, désigne d'abord les pratiques culturelles observables de ses habitants (< 500 000, estimation 2017).
La culture maltaise (de l'île de Malte) est fortement imprégnée par la religion catholique, religion de 95 % de la population.

## Langue(s)
- Langues à Malte, Langues de Malte (rubriques)
- Langue maltaise, alphabet maltais
- Groupes ethniques à Malte (en)

La république de Malte reconnaît une langue nationale, le maltais et deux langues officielles, le maltais et l’anglais. L’administration, les tribunaux emploient normalement le maltais, mais ils peuvent employer l’anglais s’ils le jugent nécessaire.
L'origine de la langue est l'arabe ifriqiyen relexifié à partir de superstrats italien, sicilien, dans une moindre mesure français et plus récemment anglais. En raison de son origine siculo-arabe, le maltais est classé comme langue sémitique. C'est aussi la seule langue vivante représentative de la famille des dialectes siculo-arabes écrite en alphabet latin complété.
La grande majorité des insulaires (95 %) parle le maltais. Cependant, en raison de la longue colonisation britannique, l’anglais joue également un rôle important. Même si seules 6 200 personnes sont de langue maternelle anglaise, la place de l’anglais est importante sur le plan socio-politique, car il demeure l’une des deux langues officielles de la République de Malte. Le secteur du séjour linguistique, avec plus de 40 écoles à Malte, utilise la présence de cette communauté anglophone et la place de l’anglais comme langue officielle pour proposer des cours d’anglais dans une ambiance très méditerranéenne.
Parmi les langues utilisées à Malte l'italien est pratiqué par environ 2 % de la population (8 500 locuteurs). L'italien, qui était une des langues officielles de Malte jusqu’aux années 1930, est en tout cas compris et parlé par environ 100 000 à 120 000 Maltais.
Par ailleurs, le droit maltais ne définit pas la notion de minorité nationale : il n’existe donc aucun groupe de population reconnu comme tel. C’est pourquoi aucun instrument juridique n’a été adopté et la nécessité de lois particulières dans le domaine des langues ne s’est pas fait sentir. Il n’existe donc aucune loi visant à assimiler les minorités nationales ou à mettre en œuvre une politique générale d’intégration ou de protection. Le gouvernement de Malte déclare qu’il n’existe sur son territoire aucune minorité nationale au sens de la convention-cadre pour la protection des minorités nationales. Toutefois, Malte considère la ratification (10 février 1998) de la convention-cadre comme un acte de solidarité par rapport aux objectifs de la convention.

## Traditions

### Religion(s)
- Religion à Malte, Religions à Malte (rubriques)
- Christianisme à Malte
- Islam à Malte
- Judaïsme à Malte, Histoire des Juifs à Malte
- Hindouisme à Malte (en)

La religion d’État est le catholicisme romain mais chacun est libre d’exercer la religion de son choix car la liberté de conscience est garantie par la constitution.
Il y a 97 % de catholiques, 1 % de chrétiens non-catholiques (orthodoxes et protestants), 1 % de musulmans et 1 % sans religion.

### Symboles
- Armoiries de Malte, drapeau de Malte
- L-Innu Malti, hymne national de Malte

### Folklore et Mythologie
- Folklore maltais (en)

### Fêtes
- Carnaval de Malte (en)
- Festa

- Fêtes et jours fériés à Malte

| Date         | Nom français                       | Nom local                                      | Remarques      |
| ------------ | ---------------------------------- | ---------------------------------------------- | -------------- |
| 1er janvier  | Jour de l'an                       | L-Ewwel tas-Sena                               |                |
| 10 février   | Fête du naufrage de saint Paul     | Il-Festa tan-Nawfraġju ta’ San Pawl            |                |
| 19 mars      | Fête de saint Joseph               | Il-Festa ta’ San Ġużepp                        |                |
| 31 mars      | Jour de la liberté                 | Jum il-Helsien                                 | Fête nationale |
| 14 avril     | Vendredi saint                     | Il-Ġimgħa l-Kbira                              |                |
| 1er mai      | Fête du Travail                    | Jum il-Ħaddiem                                 |                |
| 7 juin       | 7 juin                             | Is-Sette Giugno                                | Fête nationale |
| 29 juin      | Fête de saint Pierre et saint Paul | Il-Festa ta' San Pietru u San Pawl (L-Imnarja) |                |
| 15 août      | Assomption                         | Il-Festa ta' Santa Marija Assunta              |                |
| 8 septembre  | Fête de la Victoire                | Jum il-Vittorja                                | Fête nationale |
| 21 septembre | Jour de l'Indépendance             | Jum l-Indipendenza                             | Fête nationale |
| 8 décembre   | Fête de l’Immaculée conception     | Il-Festa ta' l-Immakulata Kuncizzjoni          |                |
| 13 décembre  | Jour de la République              | Jum ir-Repubblika                              | Fête nationale |
| 25 décembre  | Jour de Noël                       | Jum il-Milied                                  |                |

## Société
- Maltais (peuple)
- Société maltaise (rubriques)
- Diaspora maltaise
- Liste de Maltais (en)
- Immigration à Malte
- Expatriation à Malte

### Famille
- Naissance à Malte
- Noms, Nom personnel, Nom de famille, Prénom, Postnom, Changement de nom
- Jeunesse à Malte
- Genre à Malte
- Sexualité à Malte
- Mariage, union, partenariat à Malte
- LGBT à Malte
- Emploi à Malte
- Vieillesse à Malte
- Décès à Malte
- Funérailles à Malte

### Éducation
- Éducation à Malte, Éducation à Malte (rubriques)
- Science en Malte, Science à Malte (rubriques)
- Liste des pays par taux d'alphabétisation, Liste des pays par IDH

### Droit
- Droit à Malte
- Droits de l'homme à Malte
- Criminalité à Malte

### État
- Histoire de Malte
- Politique à Malte
- List of wars involving Malta (en)

### Divers
- Franc-maçonnerie à Malte (en)

## Arts de la table

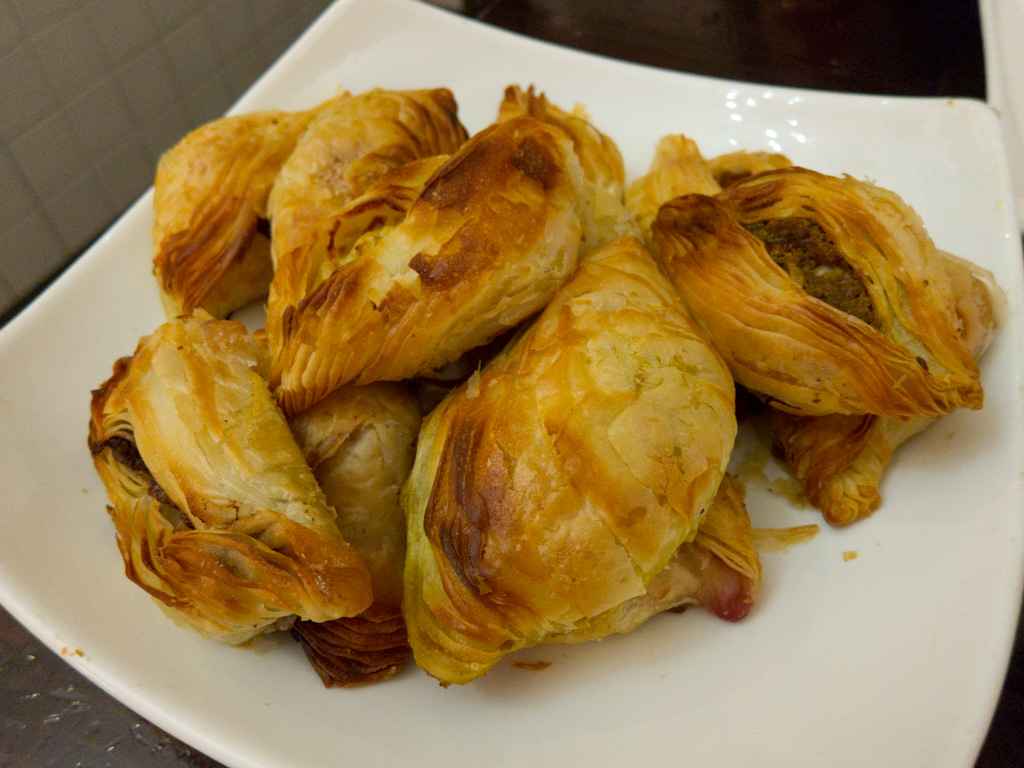
Pastizzi

### Cuisine(s)
- Cuisine maltaise, Cuisine maltaise (rubriques)
- Régime méditerranéen
- Cuisine méditerranéenne
- Liste de plats maltais (en)

### Boisson(s)
- Viticulture à Malte
- Boissons à Malte
- Nourriture et boisson à Malte

## Santé
- Santé, Santé publique, Protection sociale
- Santé à Malte (rubriques)
- Système de santé à Malte (en)
- Liste des pays par taux de tabagisme
- Liste des pays par taux de natalité
- Liste des pays par taux de suicide

### Sports
- Sport à Malte, Sport à Malte (rubriques)
- Sportifs maltais
- Sportives maltaises
- Malte aux Jeux olympiques
- Malte aux Jeux paralympiques

### Arts martiaux
- Arts martiaux à Malte

## Média
- Média à Malte (en)
- Journalistes maltais
- Télécommunications à Malte (en)
- Liberté de la presse à Malte

### Presse écrite
- Presse écrite à Malte (rubriques)
- Liste de journaux à Malte (en)
- Magazine maltais

### Radio
- Radio à Malte
- Liste de stations de radio à Malte (en)

### Télévision
- Télévision à Malte (rubriques)
- Malte au Concours Eurovision de la chanson

### Internet (.mt)
- Internet à Malte (en)
- Sites web à Malte
- Blogueurs maltais

## Littérature
- Littérature de Malte, littérature maltaise (en)
- Théâtre maltais

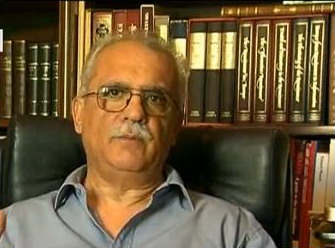
Frans Sammut

- Littérature maltaise (rubriques)
- Écrivains maltais
- Liste d'écrivains maltais (de)

### Littérature contemporaine
- Gian Francesco Buonamico
- Gian Pietro Francesco Agius de Soldanis
- Frans Sammut
- Oliver Friggieri
- Philosophie à Malte (en)

## Artisanat
- Artisanat d'art,
- Catégorie:Artisanat par pays,
- Arts appliqués, Arts décoratifs, Arts mineurs

Les savoir-faire liés à l’artisanat traditionnel relèvent (pour partie) du patrimoine culturel immatériel de l'humanité. On parle alors de trésor humain vivant.
Mais une grande partie des techniques artisanales ont régressé, ou disparu, dès le début de la colonisation, et plus encore avec la globalisation, sans qu'elles aient été suffisamment recensées et documentées.

### Textiles, cuir, papier
- Textile
- Costume traditionnel (rubriques)

## Arts visuels
- Arts visuels, Arts plastiques
- Art à Malte (en)
- Art à Malte (rubriques)
- Écoles d'art à Malte
- Artistes maltais
- Artistes contemporains maltais
- Galeries et musées d'art à Malte
- Liste de musées à Malte

### Dessin
- Gravure par pays

### Peinture
- Peinture à Malte
- Peintre maltais

### Sculpture
- Sculpture à Malte
- Sculpteurs maltais

### Architecture
- Architecture à Malte, Architecture à Malte (rubriques)
- Architectes maltais

### Photographie
- Photographes maltais

### Graphisme
- Graphistes maltais

## Arts du spectacle
- Spectacle vivant, Performance, Art sonore

### Musique(s)
- Musique maltaise (en)
- Musique maltaise (rubriques)
- Musiciens maltais
- Chanteurs maltais, Chanteuses maltaises

### Danse(s)
- Danse à Malte, Danse à Malte (rubriques)
- Liste de danses
- Danseurs maltais
- Danseuses maltaises
- Chorégraphes maltais
- Liste de compagnies de danse et de ballet,
- Liste de chorégraphes contemporains
- Compagnies de danse contemporaine
- Patinage artistique à Malte (rubriques)

### Théâtre
- Théâtre à Malte (en)
- Théâtre maltais (rubriques)
- Dramaturges maltai
- Metteurs en scène maltais
- Opéras maltais

### Autres scènes: marionnettes, mime, pantomime, prestidigitation
Les arts mineurs de scène, arts de la rue, arts forains, cirque, théâtre de rue, spectacles de rue, arts pluridisciplinaires, performances manquent encore de documentation pour le pays …
Pour le domaine de la marionnette, la référence est le site de l'Union internationale de la marionnette UNIMA) qui ne donne aucune information.
- Carnaval de Malte (en) depuis 1535

### Cinéma
- Cinéma maltais, Cinéma maltais (rubriques)
- Réalisateurs maltais, Scénaristes maltais
- Acteurs maltais, Actrices maltaises
- Films maltais

Malte sert régulièrement de décor et de lieu de tournage à de nombreux films et séries télévisées. Malte abrite les studios de tournage Mediterranean Film Studios qui sont situés à Il-Kalkara. Parmi les films tournés à Malte peut citer L’Espion qui m’aimait dans la série des James Bond, Gladiator de Ridley Scott, ou encore Munich de Steven Spielberg. Les décors du film Popeye de Robert Altman , situés à Il-Mellieħa sont devenus un parc d'attraction. Malte sert aussi de cadre pour de nombreuses scènes de la série américaine Game of Thrones.

### Autres
- Vidéo, Jeux vidéo, Art numérique, Art interactif
- Culture alternative, Culture underground

## Tourisme
- Tourisme à Malte, Tourisme à Malte (rubriques)
- Sur WikiVoyage
- Conseils aux voyageurs pour Malte :
  - France Diplomatie.gouv.fr
  - Canada international.gc.ca
  - CG Suisse eda.admin.ch
  - USA US travel.state.gov

## Patrimoine

### Musées
- Liste de musées à Malte

### Liste du Patrimoine mondial
Le programme Patrimoine mondial (UNESCO, 1971) a inscrit :
- Liste du patrimoine mondial à Malte

### Filmographie
- Malte, l'île artiste, film de Sylvie Deparnay, Polygram vidéo, Paris, 1995, 55 min (DVD)
- Malte la verte, film de Claude-Pierre Chavanon, Octogone productions, Lyon, 2008, 51 min 30 s (DVD)